# 米爾內 (伊凡諾-法蘭科夫斯克州)
48°40′10″N 24°35′0″E / 48.66944°N 24.58333°E
米爾內（羅馬化：Myrne）是位於烏克蘭西部的村莊，由伊萬諾-弗蘭科夫斯克州納德維爾納區的納德維爾納市鎮負責管轄。該村始建於1650年，面積24.6平方公里，2001年人口491，人口密度每平方公里20人。